# پلیس جنوب

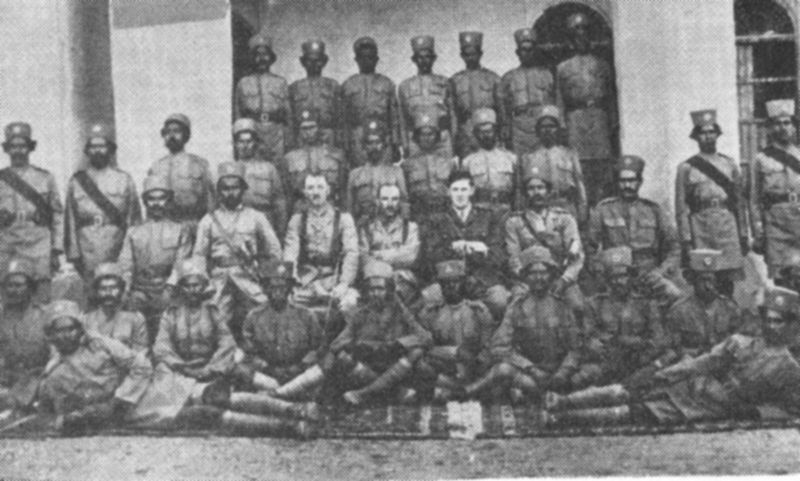
پلیس جنوب ایران، هنگ اول سلطان احمدشاه بندرعباس، آوریل ۱۹۱۶

پلیس جنوب یا تپانچه‌داران جنوب ایران (به انگلیسی: South Persia Rifles) (به‌اختصار: SPR) یگانی نظامی بود، که بریتانیا در اواخر جنگ جهانی اول در مناطق جنوبی ایران، به‌ویژه در نی ریز، کرمان و شیراز تشکیل داد. عدهٔ نفرات این نیرو در حدود ۵۶۰۰ نفر بود که از سربازان مستعمره‌های آسیایی بریتانیا و عده‌ای سرباز ایرانی تأمین شده بود. فرمانده این نیرو ژنرال سِر پرسی سایکس بود.
مخالفت ایرانیان با این نیرو و تغییر سیاست بریتانیا به انحلال آن انجامید.
در برخی از منابع فارسی «اسپیار» (اس.پی. آر، از سرنام انگلیسیِ SPR) خوانده شده‌است.

## تشکیل پلیس جنوب
در بحبوبهٔ جنگ بین‌الملل اول، پس از نزدیک‌شدن قوای روس به تهران، عده‌ای از مقامات دمکرات و ملی (مهاجرین) به قم رفته و دولت موقت را آنجا تشکیل دادند. مجلس نیز منحل شد. احمدشاه نیز بر آن بود تا به اصفهان رود ولی انگلستان و روسیه او را تهدید به برکناری کردند. احمدشاه تصمیم را بر عهدهٔ دولت گذاشت و دولت به ناچار تصمیم به ماندن وی در تهران گرفت. در نهایت سپاه روس به قزوین بازگشت، اما دولت ایران مجبور شد که بی‌طرفی را کنار گذاشته با متفقین وارد اتحاد شود و از سوی دیگر با تأسیس نیروی پلیس جنوب به استعداد حداکثر ۱۱٬۰۰۰ نفر نیز موافقت شد. طی سالهای ۱۹۱۵ و نیمه اول ۱۹۱۶ جاسوسان آلمانی (واسموس و دیگران) موفق شده بودند با برانگیختن تنگستانی‌ها، قشقایی‌ها و برخی از بختیاری‌ها دست انگلیسی‌ها را از بسیاری از مناطق جنوب ایران کوتاه کنند. لذا هدف از تشکیل پلیس جنوب کنترل جنوب ایران و ایجاد امنیت برای منافع انگلستان در منطقه بود. لاجرم سر پرسی سایکس برای این منظور انتخاب شد. وی در مارس ۱۹۱۶ وارد بندرعباس شد. همراهان سایکس عبارت بودند از سه افسر انگلیسی و سه افسر هندی، بیست درجه‌دار هندی و ۲۵ سواره‌نظام از بخش مرکزی نظام هند.
برای کسانی که در برابر پلیس جنوب ایستادگی می‌کردند کیفر سخت تعیین شده بود؛ با این حال بارها مردم در برابر آنان ایستادگی کردند. برای نمونه مردمان کازرون پلیس جنوب را بیرون راندند ولی سرانجام به دست پلیس جنوب سرکوب شدند.

## سازمان
حقوقی که سایکس برای استخدام نیرو در نظر گرفته بود ناچیز بود ولی به علت قحطی و ناامنی در منطقه مورد استقبال قرار گرفت. برای افراد پیاده‌نظام ماهانه صد قران در نظر گرفتند. افراد سواره‌نظام و افراد توپخانه ۱۲۰ قران حقوق دریافت می‌داشتند و به همه واحدها قول داده شده بود که پس از پایان دوره تعلیماتی مبلغ ده قران به حقوق آنها اضافه خواهد شد. سربازان اعم از پیاده و سواره می‌بایست یک دوره سه ماه تعلیماتی را بگذرانند.
ساکس سازمان دو تیپ مختلط را در شیراز و کرمان پی‌ریزی کرد. تیپ شیراز مرکب بود از سه گردان پیاده، سه گردان سوار، یک گروهان مسلسل و یک توپخانه دارای چهار توپ و بالاخره گروهان مهندسی و بهداری و بیطاری و انبار و غیره. تیپ کرمان تشکیل می‌شد از دو گردان پیاده، چهار گردان سوار و عوامل ارکان. علاوه بر این دو تیپ نسبتاً مجهز، در یزد، سیرجان، بوشهر، بندرعباس و نی ریز نیز پادگانهای کوچکی تشکیل شده بود. سازمان پلیس جنوب هرگز به یازده هزار نفر نرسید و حداکثر شش هزار نفر نیرو در اختیار داشت.
افسران انگلیسی پلیس جنوب عبارت بودند از یک ژنرال، سه سرهنگ دوم، ده سرگرد، سی و سه سروان و چهار ستوان که مجموعاً ۵۱ نفر می‌شدند. افسران ایرانی که تدریجاً استخدام شدند رقمی در حدود دویست نفر بودند که قسمت اعظم آنها افسران مستعفی ژاندارمری بودند. علاوه بر افسران انگلیسی ۲۵۶ درجه دار انگلیسی و هندی نیز در پلیس جنوب انجام وظیفه می‌کردند. بودجه سالیانه پلیس جنوب رقمی در حدود ۳۵٬۰۰۰٬۰۰۰ قران بود.

## انحلال پلیس جنوب
سید ضیاءالدین طباطبایی که پس از کودتای سوم اسفند ۱۲۹۹ بر سر کار آمد، رسماً قرارداد ۱۹۱۹ را محکوم کرد و برای اصلاحات نظامی و مالی از دول بیطرف غیرهمسایه تقاضای مستشار نمود. قوام السلطنه که جانشین وی شد رفتار غیردوستانه‌ای با انگلیس‌ها اختیار کرد. سردارسپه رضاخان هم که رئیس دیویزیون قزاق و وزیر جنگ بود با نگهداشتن افسران انگلیسی در قشون ایران مخالفت کرد. سرانجام دولت ایران پیشنهاد کرد که (SPR) بایستی منحل شود و افسران و درجه‌داران انگلیسی و هندی ظرف ۶ ماه ایران را ترک کنند و بالاخره در دسامبر ۱۹۲۱ افسران انگلیسی و هندی ایران را ترک کردند. در اتحاد شکل قشون، آن دسته از افسران ایرانی که به نحوی در پلیس جنوب خدمت کرده بودند یا به آن وابسته بودند وارد ارتش جدید شدند.